# Mihoukovice
Mihoukovice (s předložkou 2. pád do Mihoukovic, 6. pád v Mihoukovicích) jsou vesnice, místní část městyse Budišova. K Mihoukovicím přísluší také osada Rejdůveň, kterou prochází silnice z Budišova na Kamennou. Mihoukovice a Rejdůveň čítají společně 107 obyvatel.

## Geografická charakteristika
Mihoukovice (spolu s osadou Rejdůveň) jsou částí Budišova, oddělenou tokem Kundelovského potoka, na východ od vlastního Budišova a na jih od kopce Kněžského (507 m n. m.). Leží jižně od silnice č. II/390, na niž jsou napojeny silnicí č. III/3906, vedoucí od Budišova přes Pyšel na Ocmanice a Náměšť nad Oslavou.

## Název
Původ názvu vesnice zatím nebyl uspokojivě vysvětlen (vznik z údajného staršího tvaru Mihulkovice je nepravděpodobný).

## Historie
Jižně od Mihoukovic, poblíž potoka napájejícího rybník Pyšelák bylo nalezeno paleolitické retušované škrabadlo z pazourku.
První písemná zmínka o Mihoukovicích pochází z roku 1798. Tohoto roku byly založeny na místě lesa jako osada Budišova. Stalo se tak z rozhodnutí Joachyma rytíře Stettenhofen. Ten je pojmenoval podle šlechtického přídomku své manželky Františky z Mihoukovic, svobodné paní z Schoenewitzu. Vedle Mihoukovic založil i další dvě vesnice: Klementice (1799) a Jáchymov (1798).
Mihoukovická kaplička byla vysvěcena roku 1898. Elektřina byla do vesnice zavedena roku 1926, asfaltová silnice pak v letech 1932–1933. Téhož roku byl v Mihoukovicích ustaven samostatný hasičský sbor; hasičská zbrojnice byla otevřena roku 1936.
Územněsprávně byly Mihoukovice od roku 1869 vedeny jako osada, resp. část obce Budišova.
| Rok            | 1869 | 1880 | 1890 | 1900 | 1910 | 1921 | 1930 | 1950 | 1961 | 1970 | 1980 | 1991 | 2001 |
| -------------- | ---- | ---- | ---- | ---- | ---- | ---- | ---- | ---- | ---- | ---- | ---- | ---- | ---- |
| Počet obyvatel | 185  | 196  | 230  | 229  | 235  | 244  | 209  | 184  | 200  | 202  | 170  | 133  | 124  |

## Osobnosti
- Josef Slabý (1911–?), stavitel a vodohospodář
- Vlastimil Zejda (Vladislav Zejda, 1934–2025), pilot a plachtař